# فراسينورو
فراسينورو (بالإيطالية: Frassinoro)‏ هي بلدية في مقاطعة مودينا في إقليم إميليا رومانيا الإيطالي.

## السكان
في سنة 1861 بلغ عدد السكان 5٬789 نسمة، وتطور العدد ليصل في سنة 2011 لـ 1٬997 نسمة.
يظهر هذا المخطط البياني تطور النمو السكاني لـ فراسينورو